# Foot-Ball Club Juventus 1935-1936
Questa voce raccoglie le informazioni riguardanti il Foot-Ball Club Juventus nelle competizioni ufficiali della stagione 1935-1936.

## Stagione

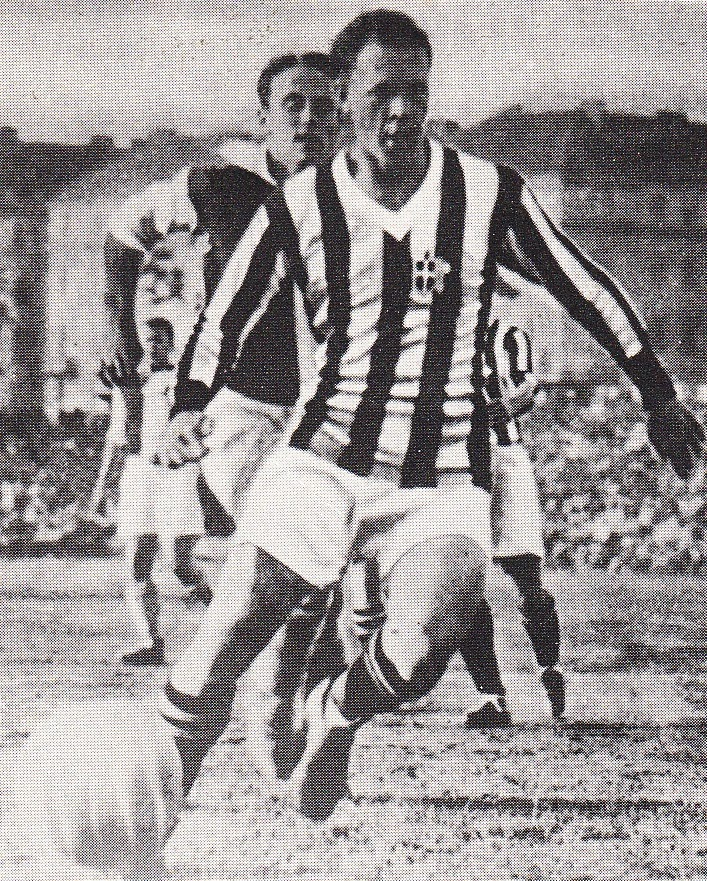
Virginio Rosetta, in questa stagione nel doppio ruolo di giocatore e allenatore.

L'annata pose bruscamente fine al primo ciclo vincente della storia bianconera, chiudendo quel Quinquennio d'oro in cui la Juventus aveva egemonizzato il calcio italiano della prima metà degli anni 1930. Già segnata dal controverso e mai chiarito allontanamento, a metà della stagione precedente, del tecnico Carcano, nell'estate 1935 la squadra dovette far fronte alle defezioni di importanti elementi del precedente lustro, vedi Orsi e soprattutto Cesarini, tornati in Argentina, oltreché Ferrari, migrato ai rivali dell'Ambrosiana-Inter dopo un mancato accordo circa un aumento salariale: la società torinese fu infatti costretta a un'improvvisa austerity dopo la prematura scomparsa a metà luglio del presidente Edoardo Agnelli, il maggiore artefice del Quinquennio; una dipartita che sconvolgerà profondamente un club fin lì ai vertici.
A sostituire Agnelli alla presidenza arrivò il tandem Craveri-Mazzonis, mentre la panchina venne affidata a Virginio Rosetta, all'opera nel doppio ruolo di giocatore-allenatore. Questi cercò di allestire una formazione profondamente rinnovata, che vide gli innesti di Aldo Giuseppe Borel, un buon mestierante dell'attacco nonché fratello maggiore di Felice, del diciottenne Umberto Menti, promettente centrocampista prelevato dal Vicenza, e di Gastone Prendato, ex centravanti della Fiorentina considerato tuttavia sul viale del tramonto.

Il giovane Guglielmo Gabetto, chiamato a sostituire l'infortunato Borel II, chiuse la stagione a quota 20 reti.

A dispetto delle premesse, almeno inizialmente la Juventus parve poter ancora ambire a un ruolo da protagonista in Serie A. I bianconeri seppero pure sopperire all'infortunio occorso in novembre a Farfallino Borel, tradito in allenamento dal ginocchio e così costretto a saltare tutto il resto della stagione, grazie al diciannovenne Guglielmo Gabetto, prodotto del vivaio e destinato a un luminoso futuro — capace di siglare già 20 reti al suo primo torneo da titolare, secondo solo al nerazzurro Meazza —, facendo proprio il 12 gennaio 1936 il simbolico traguardo del titolo d'inverno davanti a un Bologna pronto a diventare di lì a poco la squadra «che tremare il mondo fa». La formazione piemontese resse fino alla primavera, quando un deciso rallentamento fece svanire il sogno del sesto scudetto consecutivo: il campionato andò ai felsinei di Árpád Weisz mentre i bianconeri, lasciatisi via via superare da Roma, Torino e Ambrosiana-Inter, conclusero al quinto posto della classifica, mancando anche l'accesso alla Coppa dell'Europa Centrale.
Novità della stagione, il Direttorio Divisioni Superiori rispolverò la Coppa Italia, competizione a eliminazione diretta che vedeva nuovamente la luce dopo un decennio di oblìo. La Juventus, entrata in gioco ai sedicesimi di finale assieme a tutte le altre compagini della massima categoria, ebbe tempo di eliminare Sanremese e Ambrosiana-Inter prima di cadere ai quarti contro la Fiorentina.

## Divise
| Casa | 1ª portiere | 2ª portiere |

## Rosa
| N. |                   | Ruolo | Calciatore            |
| -- | ----------------- | ----- | --------------------- |
|    | Italia (bandiera) | P     | Eugenio Staccione     |
|    | Italia (bandiera) | P     | Cesare Valinasso      |
|    | Italia (bandiera) | D     | Alfredo Foni          |
|    | Italia (bandiera) | D     | Pietro Rava           |
|    | Italia (bandiera) | D     | Virginio Rosetta      |
|    | Italia (bandiera) | D     | Giovanni Varglien     |
|    | Italia (bandiera) | C     | Luigi Bertolini       |
|    | Italia (bandiera) | C     | Teobaldo Depetrini    |
|    | Italia (bandiera) | C     | Luis Monti (capitano) |

| N. |                   | Ruolo | Calciatore          |
| -- | ----------------- | ----- | ------------------- |
|    | Italia (bandiera) | C     | Pietro Serantoni    |
|    | Italia (bandiera) | C     | Mario Varglien      |
|    | Italia (bandiera) | A     | Aldo Giuseppe Borel |
|    | Italia (bandiera) | A     | Felice Borel        |
|    | Italia (bandiera) | A     | Lino Cason          |
|    | Italia (bandiera) | A     | Armando Diena       |
|    | Italia (bandiera) | A     | Guglielmo Gabetto   |
|    | Italia (bandiera) | A     | Umberto Menti       |
|    | Italia (bandiera) | A     | Gastone Prendato    |

## Risultati

### Serie A

#### Girone di andata
| Arbitro: | Sassi (Roma) |

|                                    |           |             |
| F. Borel 38’, 47’ (rig.) Menti 57’ | Marcatori | 80’ Palumbo |

| Arbitro: | Bevilacqua (Viareggio) |

|                      |           |                           |
| Galli 25’ Silano 49’ | Marcatori | 30’ G. Varglien 34’ Monti |

| Arbitro: | Scorzoni (Bologna) |

|                              |           |              |
| A. G. Borel 35’ F. Borel 82’ | Marcatori | 39’ Visentin |

| Arbitro: | Mazzarini (Roma) |

|               |           |              |
| Libonatti 40’ | Marcatori | 56’ F. Borel |

| Torino 20 ottobre 1935, ore 15:00 CET 5ª giornata | Juventus          | 0 – 0 referto | Bologna | Stadio Municipale Benito Mussolini\| Arbitro: \| Gianelli (Genova) \| |
| Arbitro:                                          | Gianelli (Genova) |               |         |                                                                       |

| Arbitro: | Scotto (Savona) |

|                |           |                 |
| Scagliotti 53’ | Marcatori | 21’ G. Varglien |

| Torino 10 novembre 1935, ore 14:30 CET 7ª giornata | Juventus         | 0 – 0 referto | Bari | Stadio Municipale Benito Mussolini\| Arbitro: \| Salvatori (Roma) \| |
| Arbitro:                                           | Salvatori (Roma) |               |      |                                                                      |

| Arbitro: | Dattilo (Roma) |

|                                     |           |  |
| Mascheroni 10’ Meazza 13’, 72’, 79’ | Marcatori |  |

| Arbitro: | Levrero (Genova) |

|                       |           |  |
| Gabetto 42’, 82’, 86’ | Marcatori |  |

| Arbitro: | Scorzoni (Bologna) |

|               |           |           |
| D'Alberto 71’ | Marcatori | 61’ Cason |

| Arbitro: | Pizziolo (Firenze) |

|  |           |                     |
|  | Marcatori | 68’ (aut.) Fenoglio |

| Arbitro: | Sassi (Roma) |

|                                            |           |             |
| Cason 54’ (rig.) Menti 60’ A. G. Borel 65’ | Marcatori | 84’ Moretti |

| Arbitro: | Scarpi (Dolo) |

|  |           |             |
|  | Marcatori | 87’ Gabetto |

| Arbitro: | R. Barlassina (Novara) |

|  |           |            |
|  | Marcatori | 4’ Gabetto |

| Arbitro: | Mazzarini (Roma) |

|                                                 |           |  |
| Foni 34’ Gabetto 59’ Monti 63’ Cason 70’ (rig.) | Marcatori |  |

#### Girone di ritorno
| Arbitro: | Caironi (Milano) |

|                |           |  |
| De Manzano 68’ | Marcatori |  |

| Arbitro: | Ciamberlini (Genova) |

|                      |           |        |
| Gabetto 7’ Cason 41’ | Marcatori | 26’ Bo |

| Arbitro: | Scotto (Savona) |

|                                      |           |  |
| Guarisi 20’ Levratto 82’ Piola 90+1’ | Marcatori |  |

| Arbitro: | Scarpi (Dolo) |

|                                      |           |  |
| Gabetto 3’, 53’, 59’ A. G. Borel 36’ | Marcatori |  |

| Arbitro: | Mazzarini (Roma) |

|                         |           |             |
| Schiavio 25’ Ottani 35’ | Marcatori | 42’ Gabetto |

| Torino 1º marzo 1936, ore 15:00 CET 21ª giornata | Juventus           | 0 – 0 referto | Fiorentina | Stadio Municipale Benito Mussolini\| Arbitro: \| Scorzoni (Bologna) \| |
| Arbitro:                                         | Scorzoni (Bologna) |               |            |                                                                        |

| Arbitro: | Dattilo (Roma) |

|            |           |                 |
| Ferrero 8’ | Marcatori | 12’ G. Varglien |

| Arbitro: | Ciamberlini (Genova) |

|               |           |  |
| Serantoni 62’ | Marcatori |  |

| Arbitro: | Pizziolo (Firenze) |

|            |           |  |
| Chizzo 44’ | Marcatori |  |

| Arbitro: | Scotto (Savona) |

|             |           |                                   |
| Gabetto 27’ | Marcatori | 2’ Cattaneo 12’, 73’ Di Benedetti |

| Arbitro: | Gianelli (Genova) |

|                               |           |                          |
| Serantoni 38’ G. Varglien 86’ | Marcatori | 36’ Buscaglia 84’ Busoni |

| Arbitro: | Scarpi (Dolo) |

|                        |           |             |
| Arcari 41’ Spinola 82’ | Marcatori | 87’ Gabetto |

| Arbitro: | Bevilacqua (Viareggio) |

|                                                                 |           |                           |
| Gabetto 10’, 12’, 40’, 87’ G. Varglien 32’, 79’ M. Varglien 58’ | Marcatori | 63’ Busini 73’ Cappellini |

| Arbitro: | Zelocchi (Modena) |

|             |           |  |
| Gabetto 60’ | Marcatori |  |

| Arbitro: | Gonani (Ravenna) |

|                                   |           |                  |
| Croce 14’ Riccardi 45’ Busani 53’ | Marcatori | 46’, 75’ Gabetto |

### Coppa Italia
| Arbitro: | Mazzarini (Roma) |

|             |           |                                            |
| Ferrari 55’ | Marcatori | 33’ Menti 37’, 66’ Gabetto 38’ G. Varglien |

| Arbitro: | Dattilo (Roma) |

|  |           |           |
|  | Marcatori | 79’ Diena |

| Arbitro: | Scarpi (Dolo) |

|                 |           |                                         |
| G. Varglien 17’ | Marcatori | 76’ Perazzolo 85’ Scagliotti 86’ Comini |

### Libri
- Fabrizio Melegari (a cura di), Almanacco illustrato del calcio 2005, Modena, Panini, 2004.

### Pubblicazioni varie
- Carlo F. Chiesa, Il Bologna fa tremare il mondo, in Il grande romanzo dello scudetto, 3ª puntata, Calcio 2000, febbraio 2002,  pp. 58-77, ISBN non esistente.
- Carlo F. Chiesa, Bologna invincibile, trionfo all'Expo, in La grande storia del calcio italiano, 17ª puntata, Bologna, Guerin Sportivo, agosto 2013, ISBN non esistente.